# Лил Дебби
Джордан Капоцци (англ. Jordan Capozzi; род. 2 февраля 1990), наиболее известная под своим псевдонимом Лил Дебби — американская рэперша, модель и стилистка. Наиболее известна своим участием в девичьем трио The White Girl Mob, вместе с Крейшан и V-Nasty. В 2012 году Лил Дебби начала сольную карьеру и записала несколько синглов совместн с рэпером RiFF RaFF и со своей бывшей коллегой по White Girl Mob — V-Nasty. Некоторые из этих песен вошли в микстейп Лил, Keep It Lit. В октябре 2013 года Лил Дебби выпустила свой дебютный мини-альбом — Queen D. В марте 2014 года вышел второй мини-альбом, California Sweetheart, вслед за которым в конце того же года состоялся релиз миньона California Sweetheart Pt. 2. В ноябре 2014 года Дебби выпустила свой второй микстейп, Young B!tch.

## Ранняя жизнь
Родилась и выросла в Олбани, в штате Калифорния. Имеет итальянское происхождение и двойное гражданство Италии и США. После окончания школы обучалась в студии дизайна FIDM. Позже бросила учёбу из-за «слишком большой нагрузки домашних заданий». В возрасте 15 лет Дебби познакомилась с Крейшан и V-Nasty. Она была единственным ребёнком в своей семье и рассматривала своих подруг в качестве 'сестёр'. Три года спустя они образовали группу The White Girl Mob.

## Mузыкальная карьера
В 2011 году Лил Дебби появилась в музыкальном видео на песню Крейшан «Gucci Gucci». В сентябре 2011 года стало известно, что Лил Дебби выгнали из The White Girl Mob из-за нелояльности к другим членам коллектива. Дебби заявляла, что основными причинами ухода стало плохая коммуникация и недопонимание. Позже она заявила, что не вносила в группу какого-либо существенного вклада и покинула её по решению большинства участниц. По состоянию на 2014 год она не общается с участницами коллектива.
В 2012 году Дебби сотрудничала с хьюстонским рэпером RiFF RaFF. Вместе они записали несколько песен: «Squirt», «Brain Freeze», «Michelle Obama» и «Suckas Askin' Questions». Музыкальные видео на песни Дебби «Squirt», «2 Cups» и «Gotta Ball» набрали 2,000,000 на YouTube, что помогло певице начать успешную сольную карьеру. Некоторые из выпущенных синглов; «Squirt», «Brain Freeze» и «2 Cups», вошли в первый микстейп Дебби, Keep It Lit, выпуск которого состоялся в июле 2012 года. В феврале 2013 года совместно с K00LJOHN она выпустила сингл «I Do It».
22 октября 2013 года Дебби выпустила свой дебютный мини-альбом Queen D, который содержал три песни и два ремикса. Второй мини-альбом California Sweetheart был запланирован к выпуску в том же 2013 году, но в итоге его выпуск был отложен до 25 марта 2014 года. 5 августа того же года Дебби выпустила мини-альбом, California Sweetheart, к которому через несколько месяцев было выпущено продолжение — California Sweetheart Pt. 2. 24 ноября 2014 года состоялся релиз второго микстейпа Young B!tch.
10 июня 2015 года на iTunes был выпущен сингл Дебби «Lofty».
В 2015 году Дебби запустила свою линию хлебобулочных изделий, названную «Cakes» и представила её на фестивале Blazer’s Cup 2015.
В 2016 году выпускает дебютный альбом Debbie.
3 марта 2017 года выпускает свой четвёртый мини-альбом XXIII, содержащий пять оригинальных треков. В качестве гостей на нём отметились Cesqeaux, Moksi, The Galaxy, Yung Felix, Yellow Claw и FS Green.

## Дискография
См. также «Lil Debbie discography» в английском разделе.
- Debbie (2016)[15]
- OG In My System (2017)[16]
- In My Own Lane (2018)